# Centris nigerrima
Centris nigerrima är en biart som först beskrevs av Maximilian Spinola 1851.  Centris nigerrima ingår i släktet Centris och familjen långtungebin. Inga underarter finns listade.